# Don Larsen
Don James Larsen, Spitzname Gooney Bird, (* 7. August 1929 in Michigan City, Indiana; † 1. Januar 2020 in Hayden, Idaho) war ein US-amerikanischer Baseballspieler der Major League Baseball (MLB) auf der Position des  Pitchers (Werfers). Er gewann 1956 und 1958 mit den New York Yankees die World Series. Larsen ist der einzige Pitcher der MLB-Geschichte, der in einer Finalserie ein Perfect Game (deutsch: „perfektes Spiel“) schaffte, d. h., dass das gesamte Spiel über kein gegnerischer Schlagmann die 1. Base erreichte. Für diese historische Leistung wurde er als Most Valuable Player der World Series 1956 ausgezeichnet.

## Biografie
Don Larsen wurde 1947 als Free Agent von den St. Louis Browns verpflichtet und machte sein MLB-Debüt 1953. Bei den Browns, aus denen ein Jahr später die heutigen Baltimore Orioles wurden, war Larsen kein bemerkenswerter Pitcher. Er gewann in zwei Jahren 10 Spiele, verlor aber 33 und hatte eine mäßige Earned Run Average (ERA) von 4.2. Vor der Saison 1955 wurde er von den New York Yankees als Reserve-Werfer hinter Yankees-Star Whitey Ford sowie Tom Morgan und Tom Sturdivant verpflichtet. New York erreichte die World Series 1956 gegen die Brooklyn Dodgers. Nach 4 Spielen, in denen Ford zweimal und Morgan und Sturdivant je einmal geworfen hatten, wurde Larsen überraschend als Starting Pitcher für Spiel 5 aufgeboten. Larsen bot eine historische Leistung und benötigte gerade einmal 97 Würfe, um die 27 Schlagmänner um Dodgers-Star Jackie Robinson auszuschalten. Er warf das erste und bis heute einzige Perfect Game in einer Finalserie, d. h. kein Dodger erreichte durch einen Schlag oder einen Walk die 1. Base. Die Daily News kommentierte später: „Der unperfekte Mann warf das perfekte Spiel.“ („The imperfect man pitched a perfect game.“) Als die Yankees die World Series gewannen, wurde Larsen als Most Valuable Player (Wertvollster Spieler) der Finalserie ausgezeichnet.
1958 wurde Larsen nochmal mit den Yankees Meister, ehe er für den späteren Home Run-Rekordhalter Roger Maris getauscht wurde und er in den folgenden Jahren bei den Kansas City Athletics, Chicago White Sox, San Francisco Giants, Houston Colt .45s, Houston Astros, wieder den Baltimore Orioles und den Chicago Cubs spielte, ehe er 1967 im Alter von 37 Jahren seine Karriere beendete. Er gewann in seiner Karriere 81 Spiele, verlor 91 und schloss mit einem Karriere-ERA von 3.78 ab.
Nach seiner Baseball-Karriere zog Larsen mit seiner Frau Corrine und seiner Familie nach Kalifornien und wurde ein erfolgreicher Papierfabrikant in San José. Im August 2002 verkaufte er Trikot, Baseball-Handschuh und den letzten von ihm geworfenen Ball seines perfekten Spieles für 300.000 US-Dollar, um seinen Enkeln das College zu finanzieren. Autogrammwünsche unterschrieb er stets mit seinem Namen und dem Zusatz „PG 10-8-56“ (Perfect Game am 8. Oktober 1956).

### Das perfekte Spiel
Am 8. Oktober 1956 fand Spiel 5 der Finalserie 1956 statt. Es stand 2:2, und für die Yankees hatten Starpitcher Whitey Ford zweimal und die anderen startenden Werfer Tom Morgen und Tom Sturdivant je einmal ein Spiel begonnen. Dass Reservespieler Larsen das wichtige Spiel 5 anfangen sollte, war eine Überraschung. Doch Yankees-Catcher Yogi Berra erkannte früh, dass Larsen unüblich gut warf („His stuff was good, good, good. Anything I put down, he put over.“), und Larsen hatte auch das nötige Glück: Im 2. Inning schlug Dodger Jackie Robinson den Ball flach und hart gerade innerhalb der Ausline, doch Yankees-Centerfielder Mickey Mantle hechtete nach dem Ball und warf ihn an die 1. Base, ehe Robinson eintraf. Der nächste Schlagmann Sandy Amoros produzierte einen weiteren dieser „line drives“, doch der Schlag landete einen Fingerbreit neben der Auslinie. Je länger die drei magischen Nullen auf den Scoreboard standen (0 Runs, 0 Hits, 0 Walks), desto weniger wollten die Mitspieler mit Larsen reden: Baseball-Aberglaube verbietet es, über die Möglichkeit eines Perfect game zu reden, weil sie damit das Spiel „verfluchen“. Nachdem Larsen den letzten Schlagmann ausgeschaltet hatte, sprang Yogi Berra in Larsens Arme: Dieses Foto gehört zu den berühmtesten der Yankees-Geschichte.

### Tod
Larsen starb am 1. Januar 2020 im Alter von 90 Jahren in einem Hospiz in Hayden im US-Bundesstaat Idaho an Speiseröhrenkrebs. Er hinterließ seine Ehefrau Corinne und einen Sohn.